# Bocicăuți, Briceni
Bocicăuți este un sat din cadrul comunei Bălcăuți din raionul Briceni, Republica Moldova.

## Demografie

### Structura etnică
Conform recensământului populației din 2004, satul avea 38 de locuitori: 34 de ucraineni și 4 moldoveni/români.